# John Surtees
John Norman Surtees, CBE (* 11. Februar 1934 in Tatsfield, Surrey, England; † 10. März 2017 in London) war ein britischer Rennfahrer.
Er ist der einzige Fahrer der Geschichte, dem es gelang, sowohl in der Motorrad-Weltmeisterschaft als auch in der Formel 1 Weltmeister zu werden. Er war auch Besitzer eines eigenen Formel-1-Rennstalls (Surtees Racing Organisation). Sein Sohn Henry Surtees war ebenfalls Rennfahrer.

## Leben

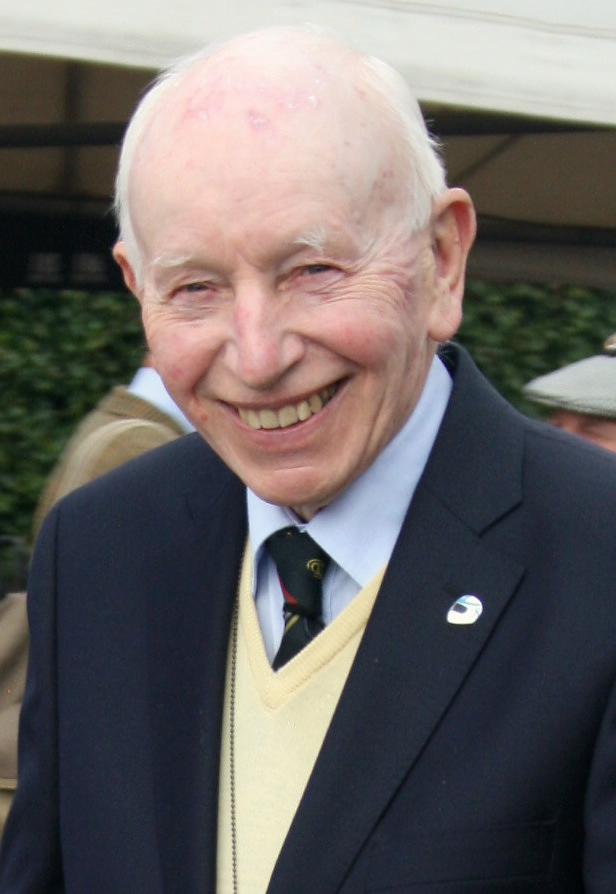
John Surtees, 2011

### Motorradrennsport
John Surtees’ Vater war Motorradhändler im Süden Londons. Sein erstes Rennen bestritt er im Alter von 14 Jahren im Beiwagen eines Vincent-Gespanns zusammen mit seinem Vater. Die beiden gewannen zwar, als die Renndirektoren aber John Surtees’ Alter herausfanden, wurden sie disqualifiziert, da er nach dem Reglement noch zu jung war. Mit 15 Jahren bestritt Surtees sein erstes Grasbahnrennen. 1950, im Alter von 16 Jahren, begann er eine Ausbildung bei Vincent. In dieser Zeit kaufte er auch sein erstes Auto, einen Jowett Jupiter.
Im Motorradsport sorgte John Surtees 1951 das erste Mal für Aufsehen, als er sich 17-jährig mit dem damaligen Norton-Werksfahrer Geoff Duke, der in diesem Jahr Weltmeister in den Klassen bis 350 und bis 500 cm³ wurde, bei einem Auto-Cycle-Union-Rennen in Thruxton einen harten Kampf um den Sieg lieferte.
Sein Debüt in der Motorrad-Weltmeisterschaft gab Surtees 1952 beim Ulster Grand Prix in Nordirland. Er startete in der 500-cm³-Klasse auf einer Norton und erreichte Rang sechs. Erst drei Jahre später fuhr er erneut in der Motorrad-WM. Bei der Tourist Trophy gelang ihm Rang vier im Rennen der 350-cm³-Klasse wieder auf einer Norton. Beim folgenden Deutschland-Grand-Prix auf der Nordschleife erreichte er mit Rang drei hinter Bill Lomas und August Hobl seinen ersten Podestplatz. Wenige Wochen später feierte Surtees auf einer 250er NSU beim Ulster Grand Prix seinen ersten Sieg in der WM. Im 350er-Rennen belegte er erneut Platz drei.
Zur Saison 1956 wechselte Surtees von Norton, die in finanziellen Schwierigkeiten steckten, zum italienischen Hersteller MV Agusta, wo er an der Seite von Umberto Masetti Werksfahrer in den Klassen bis 350 und bis 500 cm³ wurde. Bereits bei seinem ersten 500er-Einsatz für MV, der Tourist Trophy auf der Isle of Man, feierte er den ersten Sieg. Diesem folgten zwei weitere in den Niederlanden und Belgien. An den drei verbleibenden Halbliterläufen der Saison nahm Surtees nicht teil, dennoch sicherte er sich mit 24 Zählern souverän vor dem deutschen BMW-Piloten Walter Zeller den WM-Titel in der Königsklasse. Der Titelgewinn wurde allerdings von der Tatsache begünstigt, dass der 500-cm³-Weltmeister der drei vorangegangenen Jahre, Geoff Duke, von der FIM bis zum 30. Juni 1956 gesperrt worden war, nachdem er einen Fahrerstreik für eine Erhöhung der Startgelder unterstützt hatte. Bei den 350ern wurde Surtees mit Rang zwei in Holland und dem Sieg in Belgien WM-Vierter.
1957 gelang es Surtees nicht, seinen 500-cm³-Titel zu verteidigen – die MV Agusta waren der italienischen Konkurrenz von Gilera unterlegen. So belegte er mit Rang zwei bei der TT und dem Sieg in Assen hinter den Gilera-Werkspiloten Libero Liberati und Bob McIntyre den dritten WM-Rang.
Nachdem sich Gilera und Moto Guzzi am Ende der Saison 1957 aus der WM zurückgezogen hatten, waren die MV Agusta beinahe ohne Konkurrenz und dominierten die Motorrad-WM nach Belieben. 1958 sicherte sich Surtees die Titel in der 350er- und der 500er-Klasse jeweils mit sechs Siegen bei sieben ausgetragenen Rennen. In der folgenden Saison verteidigte er seine Titel auf die denkbar souveränste Art und Weise – er gewann in beiden Klassen alle Saisonrennen. Im selben Jahr wurde er zu Großbritanniens Sportler des Jahres gewählt.
Auch 1960 gewann Surtees beide Weltmeisterschaften, in der 350er-Klasse war er am Saisonende punktgleich mit seinem rhodesischen Teamkollegen Gary Hocking, gewann aber den Titel wegen der höheren Anzahl an eingefahrenen dritten Plätzen. Mit seinem Sieg im Halbliter-Rennen der Tourist Trophy in diesem Jahr wurde Surtees der erste Fahrer in der Geschichte des seit 1907 ausgetragenen Rennens, der die Senior-TT dreimal in Folge gewann.
Am Ende der Saison 1960 beendete John Surtees im Alter von 26 Jahren seine überaus erfolgreiche Motorrad-WM-Karriere. Er trat in 48 Grands Prix an, feierte dabei 38 Siege, insgesamt 45 Podestplätze und sieben WM-Titel.
Anfang der 1980er-Jahre erwarb er eine BMW RS 500, die er bei Oldtimer-Rennen wie dem Goodwood Festival of Speed, in Donington Park und in Montlhéry einsetzte. 2003 erwarb die BMW Group Mobile Tradition das Rennmotorrad, das durch seinen originalen Vorkriegszustand einzigartig ist.

„Ich habe mich an das Motorrad gewöhnt, es ist mir ans Herz gewachsen und ich hatte viele tolle Erlebnisse damit. Auf der anderen Seite erfüllt es mich mit Genugtuung, dass dieses Fahrzeug wieder zu BMW nach Hause kommt. Ich weiß, dass es dort gut aufgehoben ist.“

Beim Goodwood Festival of Speed 2011 fuhr Surtees diese BMW wieder vor Publikum.

### Automobilrennsport

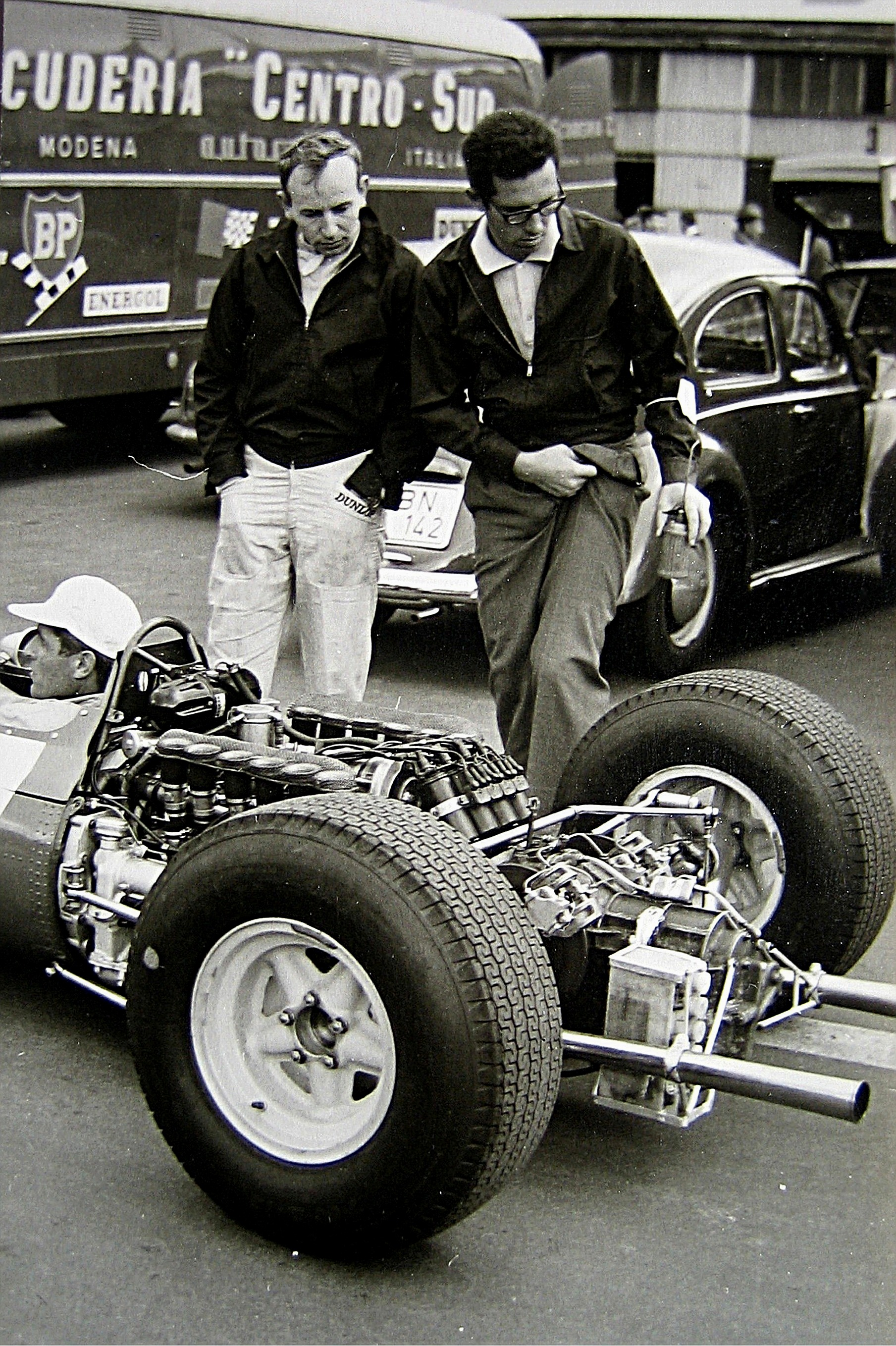
John Surtees und Mauro Forghieri 1965

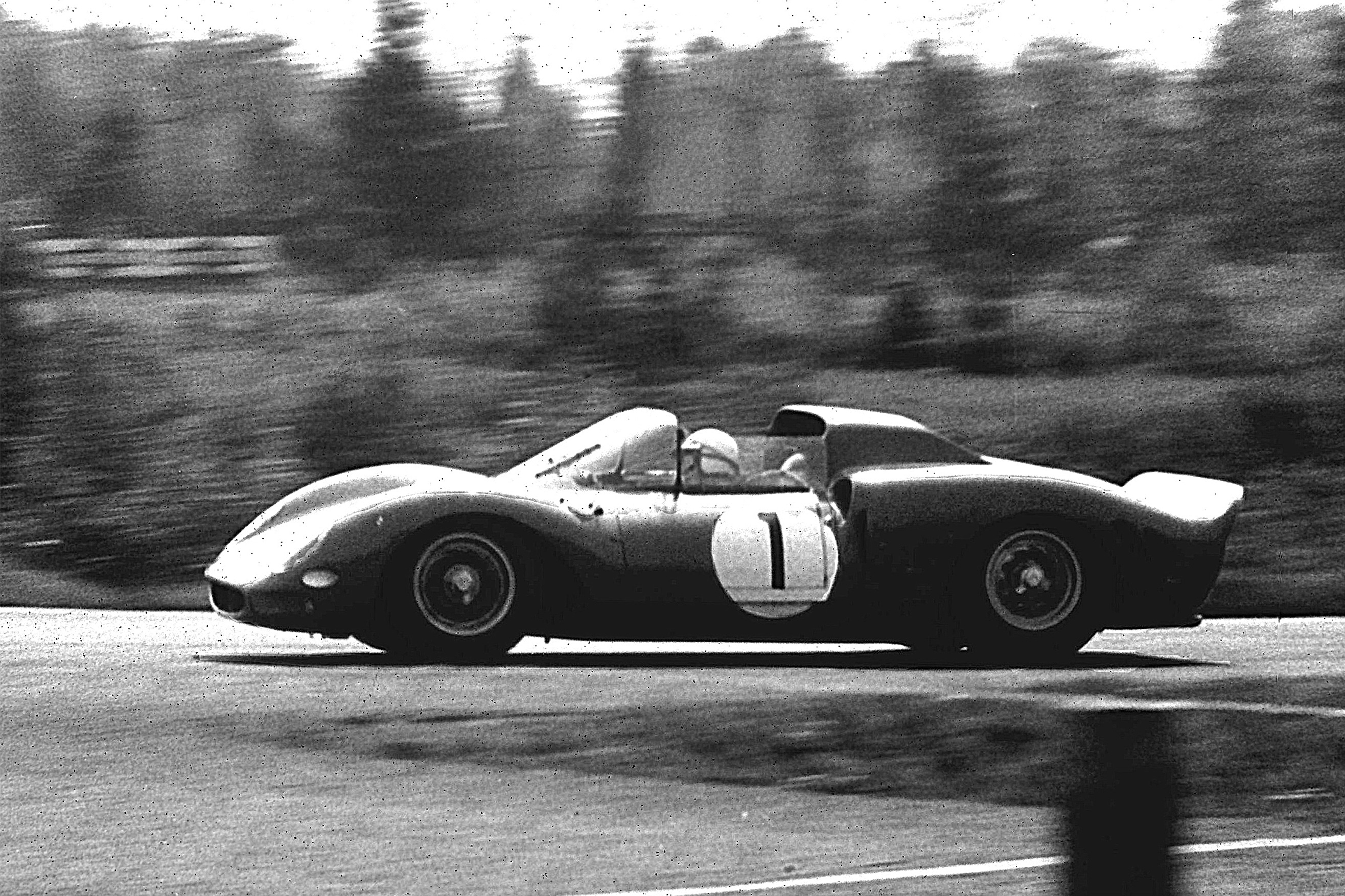
John Surtees beim 1000-km-Rennen auf dem Nürburgring 1965

Im Jahr 1960 feierte Surtees beim Großen Preis von Monaco sein Formel-1-Debüt für Lotus.
Nach mehreren Starts für Cooper-Maserati 1961 und einer mit dem vierten WM-Platz abgeschlossenen erfolgreichen Saison 1962 mit dem Lola-Climax wechselte Surtees 1963 zu Ferrari und gewann 1964 die Fahrerweltmeisterschaft.
Surtees verließ Ferrari während der Saison 1966 wegen des seiner Meinung nach zu großen Drucks und persönlicher Differenzen mit Ferrari-Rennleiter Eugenio Dragoni. Surtees startete bei den folgenden Rennen für Cooper-Maserati und wechselte anschließend zunächst für zwei Saisons zu Honda und später zu B.R.M., bevor er Anfang der 1970er-Jahre das Team Surtees Racing Organisation gründete, das von 1970 bis 1978 an der Automobil-Weltmeisterschaft teilnahm.
Insgesamt gewann Surtees in seiner Karriere sechs Grands Prix in der Formel 1: Deutschland 1963 und 1964, Italien 1964 und 1967, Belgien 1966 und Mexiko 1966.
Zudem war er bei Sportwagenrennen sowohl in der Sportwagen-Weltmeisterschaft als Ferrari-Werksfahrer als auch in der amerikanischen CanAm-Serie erfolgreich, die er 1966 in ihrem ersten Austragungsjahr mit einem Lola T70 gewinnen konnte. Zudem war er als Testfahrer an der Entwicklung des Fahrzeugs beteiligt. 1963 und 1965 gewann er gemeinsam mit Willy Mairesse bzw. Ludovico Scarfiotti das 1000-km-Rennen auf dem Nürburgring.
1996 wurde er in die International Motorsports Hall of Fame aufgenommen.
Trotz seiner Erfolge gehörte Surtees zu den eher Bescheidenen und hatte kein Talent zum „Showman“. Am 19. Juli 2009 verunglückte sein Sohn Henry bei einem Formel-2-Rennen in Brands Hatch tödlich.
Seit dem Tod von Jack Brabham am 19. Mai 2014 war Surtees der älteste noch lebende Formel-1-Weltmeister. Nachdem er am 10. März 2017 im Alter von 83 Jahren gestorben war, wurde Jackie Stewart der älteste noch lebende Formel-1-Weltmeister.

### Ehrungen
- Aufnahme in die MotoGP Hall of Fame
- Großbritanniens Sportler des Jahres: 1959

## Statistik

### Erfolge
In der Motorrad-Weltmeisterschaft
- 350-cm³-Weltmeister auf MV Agusta: 1958, 1959, 1960
- 500-cm³-Weltmeister auf MV Agusta: 1956, 1958, 1959, 1960
- 38 Grand-Prix-Siege

| Saison | Klasse  | Motorrad  | Rennen | Siege | Zweiter | Dritter | Punkte | Ergebnis    |
| ------ | ------- | --------- | ------ | ----- | ------- | ------- | ------ | ----------- |
| 1952   | 500 cm³ | Norton    | 1      | –     | –       | –       | 1      | 18.         |
| 1955   | 250 cm³ | NSU       | 1      | 1     | –       | –       | 8      | 7.          |
| 1955   | 350 cm³ | Norton    | 3      | –     | –       | 2       | 11     | 6.          |
| 1956   | 350 cm³ | MV Agusta | 2      | 1     | 1       | –       | 14     | 4.          |
| 1956   | 500 cm³ | MV Agusta | 3      | 3     | –       | –       | 24     | Weltmeister |
| 1957   | 350 cm³ | MV Agusta | 1      | –     | –       | –       | 3      | 10.         |
| 1957   | 500 cm³ | MV Agusta | 3      | 1     | 1       | –       | 17     | 3.          |
| 1958   | 350 cm³ | MV Agusta | 6      | 6     | –       | –       | 32     | Weltmeister |
| 1958   | 500 cm³ | MV Agusta | 6      | 6     | –       | –       | 32     | Weltmeister |
| 1959   | 350 cm³ | MV Agusta | 6      | 6     | –       | –       | 32     | Weltmeister |
| 1959   | 500 cm³ | MV Agusta | 7      | 7     | –       | –       | 32     | Weltmeister |
| 1960   | 350 cm³ | MV Agusta | 4      | 2     | 1       | 1       | 22     | Weltmeister |
| 1960   | 500 cm³ | MV Agusta | 6      | 5     | 1       | –       | 32     | Weltmeister |
| Gesamt | Gesamt  | Gesamt    | 49     | 38    | 4       | 3       | 260    | 7 WM-Titel  |

Isle-of-Man-TT-Siege
| Jahr | Klasse           | Maschine  | Durchschnittsgeschwindigkeit |
| ---- | ---------------- | --------- | ---------------------------- |
| 1956 | Senior (500 cm³) | MV Agusta | 96,57 mph (155,41 km/h)      |
| 1958 | Junior (350 cm³) | MV Agusta | 93,97 mph (151,23 km/h)      |
| 1958 | Senior (500 cm³) | MV Agusta | 98,63 mph (158,73 km/h)      |
| 1959 | Junior (350 cm³) | MV Agusta | 95,38 mph (153,5 km/h)       |
| 1959 | Senior (500 cm³) | MV Agusta | 87,94 mph (141,53 km/h)      |
| 1960 | Senior (500 cm³) | MV Agusta | 102,44 mph (164,86 km/h)     |

### Statistik in der Automobil-Weltmeisterschaft

#### Grand-Prix-Siege
| - 1963 Deutschland (Nürburg) - 1964 Deutschland (Nürburg) | - 1964 Italien (Monza) - 1966 Belgien (Spa-Francorchamps) | - 1966 Mexiko (Mexiko-Stadt) - 1967 Italien (Monza) |

#### Gesamtübersicht
| Saison | Team                       | Chassis        | Motor                | Rennen | Siege | Zweiter | Dritter | Poles | schn. Rennrunden | Punkte | WM-Pos. |
| ------ | -------------------------- | -------------- | -------------------- | ------ | ----- | ------- | ------- | ----- | ---------------- | ------ | ------- |
| 1960   | Team Lotus                 | Lotus 18       | Climax 2.5 L4        | 4      | –     | 1       | –       | 1     | 1                | 6      | 14.     |
| 1961   | Yeoman Credit Racing Team  | Cooper T53     | Climax 1.5 L4        | 8      | –     | –       | –       | –     | –                | 4      | 12.     |
| 1962   | Bowmaker Racing Team       | Lola Mk4       | Climax 1.5 V8        | 8      | –     | 2       | –       | 1     | –                | 19     | 4.      |
| 1962   | Bowmaker Racing Team       | Lola Mk4A      | Climax 1.5 V8        | 1      | –     | –       | –       | –     | –                | 19     | 4.      |
| 1963   | Scuderia Ferrari           | Ferrari 156/63 | Ferrari 1.5 V6       | 10     | 1     | 1       | 1       | 1     | 3                | 22     | 4.      |
| 1964   | Scuderia Ferrari           | Ferrari 158    | Ferrari 1.5 V8       | 8      | 2     | 1       | 1       | 2     | 2                | 40     | 1.      |
| 1964   | North American Racing Team | Ferrari 158    | Ferrari 1.5 V8       | 2      | –     | 2       | –       | –     | –                | 40     | 1.      |
| 1965   | Scuderia Ferrari           | Ferrari 158    | Ferrari 1.5 V8       | 4      | –     | 1       | 1       | –     | –                | 17     | 5.      |
| 1965   | Scuderia Ferrari           | Ferrari 1512   | Ferrari 1.5 F12      | 4      | –     | –       | 1       | –     | –                | 17     | 5.      |
| 1966   | Scuderia Ferrari           | Ferrari 312/66 | Ferrari 3.0 V12      | 2      | 1     | –       | –       | 1     | 1                | 28     | 2.      |
| 1966   | Cooper Car Company         | Cooper T81     | Maserati 3.0 V12     | 7      | 1     | 1       | 1       | 1     | 2                | 28     | 2.      |
| 1967   | Honda Racing F1            | Honda RA273    | Honda 3.0 V12        | 6      | –     | –       | 1       | –     | –                | 20     | 4.      |
| 1967   | Honda Racing F1            | Honda RA300    | Honda 3.0 V12        | 3      | 1     | –       | –       | –     | –                | 20     | 4.      |
| 1968   | Honda Racing F1            | Honda RA300    | Honda 3.0 V12        | 1      | –     | –       | –       | –     | –                | 12     | 7.      |
| 1968   | Honda Racing F1            | Honda RA301    | Honda 3.0 V12        | 11     | –     | 1       | 1       | 1     | 1                | 12     | 7.      |
| 1969   | Owen Racing Organisation   | BRM P138       | BRM 3.0 V12          | 4      | –     | –       | –       | –     | –                | 6      | 11.     |
| 1969   | Owen Racing Organisation   | BRM P139       | BRM 3.0 V12          | 5      | –     | –       | 1       | –     | –                | 6      | 11.     |
| 1970   | Team Surtees               | McLaren M7C    | Ford-Cosworth 3.0 V8 | 4      | –     | –       | –       | –     | 1                | 3      | 18.     |
| 1970   | Team Surtees               | Surtees TS7    | Ford-Cosworth 3.0 V8 | 7      | –     | –       | –       | –     | –                | 3      | 18.     |
| 1971   | Team Surtees               | Surtees TS9    | Ford-Cosworth 3.0 V8 | 11     | –     | –       | –       | –     | –                | 3      | 19.     |
| 1972   | Team Surtees               | Surtees TS14   | Ford-Cosworth 3.0 V8 | 1      | –     | –       | –       | –     | –                | –      | NC      |
| Gesamt | Gesamt                     | Gesamt         | Gesamt               | 111    | 6     | 10      | 8       | 8     | 11               | 180    |         |

#### Einzelergebnisse
| Saison | 1   | 2   | 3   | 4   | 5   | 6   | 7   | 8   | 9   | 10  | 11  | 12 | 13 |
| ------ | --- | --- | --- | --- | --- | --- | --- | --- | --- | --- | --- | -- | -- |
| 1960   |     |     |     |     |     |     |     |     |     |     |     |    |    |
|        | DNF |     |     |     |     | 2   | DNF |     | DNF |     |     |    |    |
| 1961   |     |     |     |     |     |     |     |     |     |     |     |    |    |
| 11*    | 7   | 5   | DNF | DNF | 5   | DNF | DNF |     |     |     |     |    |    |
| 1962   |     |     |     |     |     |     |     |     |     |     |     |    |    |
| DNF    | 4   | 5   | 5   | 2   | 2   | DNF | DNF | DNF |     |     |     |    |    |
| 1963   |     |     |     |     |     |     |     |     |     |     |     |    |    |
| 4      | DNF | 3   | DNF | 2   | 1   | DNF | DNF | DSQ | DNF |     |     |    |    |
| 1964   |     |     |     |     |     |     |     |     |     |     |     |    |    |
| DNF    | 2   | DNF | DNF | 3   | 1   | DNF | 1   | 2   | 2   |     |     |    |    |
| 1965   |     |     |     |     |     |     |     |     |     |     |     |    |    |
| 2      | 4*  | DNF | 3   | 3   | 7   | DNF | DNF |     |     |     |     |    |    |
| 1966   |     |     |     |     |     |     |     |     |     |     |     |    |    |
| DNF    | 1   | DNF | DNF | DNF | 2   | DNF | 3   | 1   |     |     |     |    |    |
| 1967   |     |     |     |     |     |     |     |     |     |     |     |    |    |
| 3      | DNF | DNF | DNF |     | 6   | 4   |     | 1   | DNF | 4   |     |    |    |
| 1968   |     |     |     |     |     |     |     |     |     |     |     |    |    |
| 8      | DNF | DNF | DNF | DNF | 2   | 5   | DNF | DNF | DNF | 3   | DNF |    |    |
| 1969   |     |     |     |     |     |     |     |     |     |     |     |    |    |
| DNF    | 5   | DNF | 9   |     | DNF | DNS | NC  | DNF | 3   | DNF |     |    |    |
| 1970   |     |     |     |     |     |     |     |     |     |     |     |    |    |
| DNF    | DNF | DNF |     | 6   |     | DNF | 9*  | DNF | DNF | 5   | DNF | 8  |    |
| 1971   |     |     |     |     |     |     |     |     |     |     |     |    |    |
| DNF    | 11  | 7   | 5   | 8   | 6   | 7   | DNF | DNF | 11  | 17  |     |    |    |
| 1972   |     |     |     |     |     |     |     |     |     |     |     |    |    |
|        |     |     |     |     |     |     |     |     | DNF |     | DNS |    |    |

| Legende  | Legende            | Legende                                                          |
| Farbe    | Abkürzung          | Bedeutung                                                        |
| -------- | ------------------ | ---------------------------------------------------------------- |
| Gold     | –                  | Sieg                                                             |
| Silber   | –                  | 2. Platz                                                         |
| Bronze   | –                  | 3. Platz                                                         |
| Grün     | –                  | Platzierung in den Punkten                                       |
| Blau     | –                  | Klassifiziert außerhalb der Punkteränge                          |
| Violett  | DNF                | Rennen nicht beendet (did not finish)                            |
| Violett  | NC                 | nicht klassifiziert (not classified)                             |
| Rot      | DNQ                | nicht qualifiziert (did not qualify)                             |
| Rot      | DNPQ               | in Vorqualifikation gescheitert (did not pre-qualify)            |
| Schwarz  | DSQ                | disqualifiziert (disqualified)                                   |
| Weiß     | DNS                | nicht am Start (did not start)                                   |
| Weiß     | WD                 | zurückgezogen (withdrawn)                                        |
| Hellblau | PO                 | nur am Training teilgenommen (practiced only)                    |
| Hellblau | TD                 | Freitags-Testfahrer (test driver)                                |
| ohne     | DNP                | nicht am Training teilgenommen (did not practice)                |
| ohne     | INJ                | verletzt oder krank (injured)                                    |
| ohne     | EX                 | ausgeschlossen (excluded)                                        |
| ohne     | DNA                | nicht erschienen (did not arrive)                                |
| ohne     | C                  | Rennen abgesagt (cancelled)                                      |
| ohne     | keine WM-Teilnahme |                                                                  |
| sonstige | P/fett             | Pole-Position                                                    |
| sonstige | 1/2/3/4/5/6/7/8    | Punktplatzierung im Sprint-/Qualifikationsrennen                 |
| sonstige | SR/kursiv          | Schnellste Rennrunde                                             |
| sonstige | *                  | nicht im Ziel, aufgrund der zurückgelegten Distanz aber gewertet |
| sonstige | ()                 | Streichresultate                                                 |
| sonstige | unterstrichen      | Führender in der Gesamtwertung                                   |

### Le-Mans-Ergebnisse
| Jahr | Team              | Fahrzeug        | Teamkollege         | Platzierung | Ausfallgrund     |
| ---- | ----------------- | --------------- | ------------------- | ----------- | ---------------- |
| 1963 | SpA Ferrari SEFAC | Ferrari 250P    | Willy Mairesse      | Ausfall     | Unfall           |
| 1964 | SPA Ferrari SEFAC | Ferrari 330P    | Lorenzo Bandini     | Rang 3      |                  |
| 1965 | SpA Ferrari SEFAC | Ferrari 330P2   | Ludovico Scarfiotti | Ausfall     | Kupplungsschaden |
| 1967 | Lola Cars Ltd.    | Lola T70 Mk.III | David Hobbs         | Ausfall     | Zündungsschaden  |

### Sebring-Ergebnisse
| Jahr | Team          | Fahrzeug     | Teamkollege         | Platzierung | Ausfallgrund |
| ---- | ------------- | ------------ | ------------------- | ----------- | ------------ |
| 1963 | SEFAC Ferrari | Ferrari 250P | Ludovico Scarfiotti | Gesamtsieg  |              |
| 1964 | SEFAC Ferrari | Ferrari 330P | Lorenzo Bandini     | Rang 3      |              |

### Einzelergebnisse in der Sportwagen-Weltmeisterschaft
| Saison | Team                                        | Rennwagen                                               | 1   | 2   | 3   | 4   | 5   | 6   | 7   | 8   | 9   | 10  | 11  | 12  | 13  | 14  | 15  | 16  | 17  | 18  | 19  | 20  | 21  | 22  |
| ------ | ------------------------------------------- | ------------------------------------------------------- | --- | --- | --- | --- | --- | --- | --- | --- | --- | --- | --- | --- | --- | --- | --- | --- | --- | --- | --- | --- | --- | --- |
| 1962   | Maranello Concessionaires                   | Ferrari 250 GTO                                         | DAY | SEB | SEB | MAI | TAR | BER | NÜR | LEM | TAV | CCA | RTT | NÜR | BRI | BRI | PAR |     |     |     |     |     |     |     |
| 1962   | Maranello Concessionaires                   | Ferrari 250 GTO                                         |     |     |     |     |     |     |     |     |     |     | DNF |     |     |     | 2   |     |     |     |     |     |     |     |
| 1963   | Ferrari                                     | Ferrari 250P                                            | DAY | SEB | SEB | TAR | SPA | MAI | NÜR | CON | ROS | LEM | MON | WIS | TAV | FRE | CCE | RTT | OVI | NÜR | MON | MON | TDF | BRI |
| 1963   | Ferrari                                     | Ferrari 250P                                            |     |     | 1   | DNF |     |     | 1   |     |     | DNF |     |     |     |     |     |     |     |     |     |     |     |     |
| 1964   | Ferrari NART                                | Ferrari 330P Ferrari 275P Ferrari 250LM Ferrari 250 GTO | DAY | SEB | TAR | MON | SPA | CON | NÜR | ROS | LEM | REI | FRE | CCE | RTT | SIM | NÜR | MON | TDF | BRI | BRI | PAR |     |     |
| 1964   | Ferrari NART                                | Ferrari 330P Ferrari 275P Ferrari 250LM Ferrari 250 GTO |     | 3   |     |     |     |     | DNF |     | 3   | 2   |     |     | DNF |     |     |     |     |     |     |     |     |     |
| 1965   | NART Ferrari Lola Maranello Concessionaires | Ferrari 330P2 Ferrari 275P2 Lola T70 Ferrari 365P2      | DAY | SEB | BOL | MON | MON | RTT | TAR | SPA | NÜR | MUG | ROS | LEM | REI | BOZ | FRE | CCE | OVI | NÜR | BRI | BRI |     |     |
| 1965   | NART Ferrari Lola Maranello Concessionaires | Ferrari 330P2 Ferrari 275P2 Lola T70 Ferrari 365P2      | DNF |     |     |     | 2   | DNF |     |     | 1   |     |     | DNF | 2   |     |     |     |     |     |     |     |     |     |
| 1966   | Ferrari                                     | Ferrari 330P3                                           | DAY | SEB | MON | TAR | SPA | NÜR | LEM | MUG | CCE | HOK | SIM | NÜR | ZEL |     |     |     |     |     |     |     |     |     |
| 1966   | Ferrari                                     | Ferrari 330P3                                           |     |     | 1   |     |     | DNF |     |     |     |     |     |     |     |     |     |     |     |     |     |     |     |     |
| 1967   | Lola                                        | Lola T70                                                | DAY | SEB | MON | SPA | TAR | NÜR | LEM | HOK | MUG | BRH | CCE | ZEL | OVI | NÜR |     |     |     |     |     |     |     |     |
| 1967   | Lola                                        | Lola T70                                                |     |     |     |     |     | DNF | DNF |     |     | DNF |     |     |     |     |     |     |     |     |     |     |     |     |
| 1970   | Ferrari                                     | Ferrari 512S                                            | DAY | SEB | BRH | MON | TAR | SPA | NÜR | LEM | WAT | ZEL |     |     |     |     |     |     |     |     |     |     |     |     |
| 1970   | Ferrari                                     | Ferrari 512S                                            |     |     |     | 3   |     | 2   | 3   |     |     |     |     |     |     |     |     |     |     |     |     |     |     |     |